# Sân bay quốc tế Alfonso Bonilla Aragón
Sân bay quốc tế Alfonso Bonilla Aragón (IATA: CLO, ICAO: SKCL) cũng gọi là Sân bay quốc tế Palmaseca là sân bay phục vụ Palmira, Colombia. Đây là sân bay lớn thứ 2 Colombia về số lượt khách, đạt 2.171.551 lượt năm 2006.
Alfonso Bonilla Aragón nằm ở trong một thung lũng dài và hẹp chạy theo hướng bắc-nam có núi bao quanh với độ cao núi đến 4000 m. Đường băng có thể phục vụ máy bay lớn như Boeing 747.

## Các hãng hàng không và các tuyến điểm đến
Hiện có các hãng hàng không sau đang hoạt động tại sân bay này:
- AeroRepública (Bogotá, Cartagena, Thành phố Panama, đảo San Andrés)
- American Airlines (Miami)
- Avianca (Bogotá, Madrid, Medellín, Miami, New York-JFK, Pasto, Tumaco)
  - SAM (Barranquilla, Bogotá, Cartagena, Medellín, San Andrés Island [theo mùa])
- Copa Airlines (Panama City)
- TAME (Esmeraldas)
- AIRES (Bogotá, Pereira, Medellín-Olaya Herrera)
- SATENA (Guapi, Ipiales, Medellín-Olaya Herrera, Quibdó, Tumaco)
- TAC (Timbiqui, El Charco) (charter)